# Park Jong-woo
Park Jong-Woo (Seongnam, 10 de março de 1989) é um futebolista profissional sul-coreano, atua como defensor, atualmente defende o Nongbua Pitchaya.